# 981
981 (CMLXXXI) je bilo navadno leto, ki se je po julijanskem koledarju začelo na soboto.

## Dogodki
- 1. januar

## Rojstva
- Bardo iz Mainza, nadškof Mainza († 1051)
- Vladivoj Češki, vojvoda († 1003)